# Дударевский
Ду́даревский — хутор в Шолоховском районе Ростовской области России.
Административный центр Дударевского сельского поселения.

## География
Расстояние до районного центра с учётом доступа транспортом — 39 км.

## История
В 1765 году в этом месте появился первый поселенец Илларион Дударев, который решил занять себе здесь место под усадьбу. По войсковой грамоте от 24 декабря 1775 года «для развития скота, хлебопашества и сенокошения» был закреплён и дополнительно прирезан земельный участок сыновьям Иллариона Дударева Степану и Кузьме. Они и стали застраивать хутор. По хуторской переписи 1820 года хутор Дударевский, который назывался некоторое время Песковатским, состоял из девяти дворов. В 1851 году в нём было уже 25 дворов.
В составе Области Войска Донского хутор входил в юрт станицы Вёшенской. В нём существовала Казанская церковь.

## Население
| 2010 |
| ---- |
| 760  |

## Улицы
| - ул. Аптечная, - ул. Асфальтная, - ул. Берёзовая, - ул. Восточная, - ул. Западная, - ул. Заречная, | - ул. Клубная, - ул. Лесная, - ул. Луговая, - ул. Молодёжная, - ул. Мостовая, - ул. Набережная, | - ул. Осиновая, - ул. Полевая, - ул. Почтовая, - ул. Рябиновая, - ул. Садовая, - ул. Северная, | - ул. Сосновая, - ул. Степная, - ул. Центральная, - ул. Школьная, - ул. Южная. |